# Aulocheta
Aulocheta är ett släkte av fjärilar. Aulocheta ingår i familjen nattflyn.
Kladogram enligt Catalogue of Life:
| Aulocheta | \| \| Aulocheta parallelalis \| \| \| \| \| \| Aulocheta violacea \| \| \| \| |
|           | \| \| Aulocheta parallelalis \| \| \| \| \| \| Aulocheta violacea \| \| \| \| |
|           | Aulocheta parallelalis                                                        |
|           |                                                                               |
|           | Aulocheta violacea                                                            |
|           |                                                                               |